# 串叶松香草
串叶松香草是一种多年生草本植物，菊科，松香草属。原产于北美洲的草原，俗称“杯草（Cupweed）”，后被朝鲜从加拿大引入，作为牧草推广栽培。中国于1979年由平壤中央植物园引入，在全国推广，目前在北京、山西、吉林、湖北等地都有栽培。